# دفاع از عقل سلیم
دفاع از عقل سلیم (به انگلیسی: A Defence of Common Sense)، مقاله‌ای از فیلسوف جرج ادوارد مور است که در سال ۱۹۲۵ منتشر شده‌است. مور با این استدلال که حداقل برخی از باورهای تثبیت‌شده ما در مورد جهان کاملاً قطعی هستند، تلاش می‌کند تا شک مطلق (یا نیهیلیسم) را رد کند، بنابراین می‌توان این باورها را به‌طور مشروع «حقیقت» نامید. مور استدلال می‌کند که این باورها عقل سلیم هستند.